# Витолд Вашчиковски
Вѝтолд Ян Вашчико̀вски (на полски: Witold Jan Waszczykowski), (роден на 5 май 1957 в Пьотърков Трибуналски) е полски историк, дипломат и политик, от 2015 г. министър на външните работи на Република Полша в правителството на Беата Шидло.

## Биография

### Образование и научна работа
През 1980 г. завършва висше образование със степен магистър в Историко-философския факултет на Лодзкия университет, а през 1991 г. – във Факултета по международни отношения на Университета в Орегон. В периода 1992 – 1993 придобива следдипломна квалификация в сферата на международната сигурност в Geneva Center for Security Policy в Женева. През 1993 г. защитава докторска дисертация на тема „Съединените американски щати и стратегическите преговори за разоръжаване 1919 – 1936“ (на полски: Stany Zjednoczone a strategiczne rokowania rozbrojeniowe 1919 – 1936). В периода 1981 – 1987 г. е асистент в Историко-философския факултет на Университета в Лодз.

### Политическа кариера
Кариерата му в Министерство на външните работи започва началото на 90-те години. През 1992 е назначен за старши експерт в Департамента за структурите на ООН и Департамента за европейските институции. През 1996 е заместник-директор на Департамента за европейските институции, а след това и на Департамента за политиката за сигурност. През 1997 изпълнява длъжността завеждащ Бюрото за контакт на Република Полша с НАТО в Брюксел и заместник на Представителя на Република Полша в новосформираното дипломатическо звено към Северноатлантическия пакт. В периода 1999 – 2002 е посланик в Техеран. През 2003 работи в Департамента за стратегия и планиране на външната политика към МВнР, а през 2005 е става заместник-директор в Департамента за Африка и Близкия изток. В периода 2005 – 2008 е заместник-министър на външните работи, като същевременно изпълнява функциите на главен преговарящ със Съединените щати по темата за антиракетния щит.
През 2008 заема поста заместник на началника на Бюрото за национална сигурност. От 2011 е депутат в Полския сейм от листата на Право и справедливост. Изпълнява функциите на заместник-председател на Комисията за външните работи и на делегат в Парламентарната асамблея на НАТО.
На 16 ноември 2015 е избран за министър на външните работи в правителството на Беата Шидло.